# Thrasymedes flavomarginata
Thrasymedes flavomarginata är en insektsart som beskrevs av Carl Stål. Thrasymedes flavomarginata ingår i släktet Thrasymedes och familjen hornstritar. Inga underarter finns listade i Catalogue of Life.